# Sophia Maeno
Sophia Maeno (geboren 1984 in Schwerin) ist eine deutsche Opernsängerin (Mezzosopran).

## Leben
Sophia Maeno ist in Schwerin aufgewachsen. Musikalisch geprägt wurde sie insbesondere durch ihre Eltern, die als Konzertmeister und Geigerin an der Mecklenburgischen Staatskapelle tätig waren. Sie erhielt Geigen-, Klavier- und Gesangsunterricht am Konservatorium Schwerin. Nach ihrem Abitur studierte sie zunächst an der  Musikhochschule Carl Maria von Weber in Dresden Gesang und Gesangspädagogik. Ein Stipendium des DAAD ermöglichte ihr 2005 ein Auslandssemester am Konservatorium zu Rom. Im Oktober 2006 setzt sie ihr Studium an der Musikhochschule Karlsruhe fort. Sie war eine Schülerin von Brigitta Seidler-Winkler und Stipendiatin der Yehudi-Menuhin-Stiftung „Live Music Now“ sowie des Richard-Wagner-Verbandes. Sie verbrachte verschiedene Studienaufenthalte in Italien, Russland, Israel und in den USA. Bereits während des Studiums sang sie im Stuttgarter SWR-Vokalensemble, dem sie von 2012 bis 2014 als festes Ensemblemitglied angehörte. Im Jahr 2014 wurde Sophia Maeno als Solistin an das Mecklenburgische Staatstheater Schwerin verpflichtet. In Schwerin war sie unter anderem als Olga in Eugen Onegin, als Gräfin im Wildschütz, als Hänsel in Hänsel und Gretel, als Oktavian im Rosenkavalier, als Page in der Salome, als Flora  in La Traviata und als zweite Dame in der Zauberflöte zu erleben.
Seit 2016 arbeitet Sophia Maeno freiberuflich. Sie verfügt über ein umfangreiches Konzert-Repertoire zeitgenössischer und früh-barocker Werke. Sophia Maeno ist inzwischen ständiger Gast am Opernhaus Chemnitz. Sie gastierte auch am Staatstheater Saarbrücken (Oktavian), in Mecklenburgischen Staatstheater als Mrs. Sedley (Peter Grimes), am Hamburger Alleetheater (I Capuleti e I Montecchi), am Landestheater Neustrelitz als  Arsamenis (Xerxes) und am Theater Erfurt.
Seit 2020 tritt Sophia Maeno mit eigenen Malereien und Zeichnungen an die Öffentlichkeit. In diesem Zusammenhang ist sie Mitglied des Künstlerinnenvereins GEDOK und gegenwärtig Vorsitzende von deren Regionalgruppe Mecklenburg-Vorpommern.

## Ausstellungen
- Galerie Berger, Schwerin, 4.9.-19.10.23
- Rathausgalerie Neukloster, 9.2.-11.5.23[7][8]